# Asedio del fuerte Chittorgarh

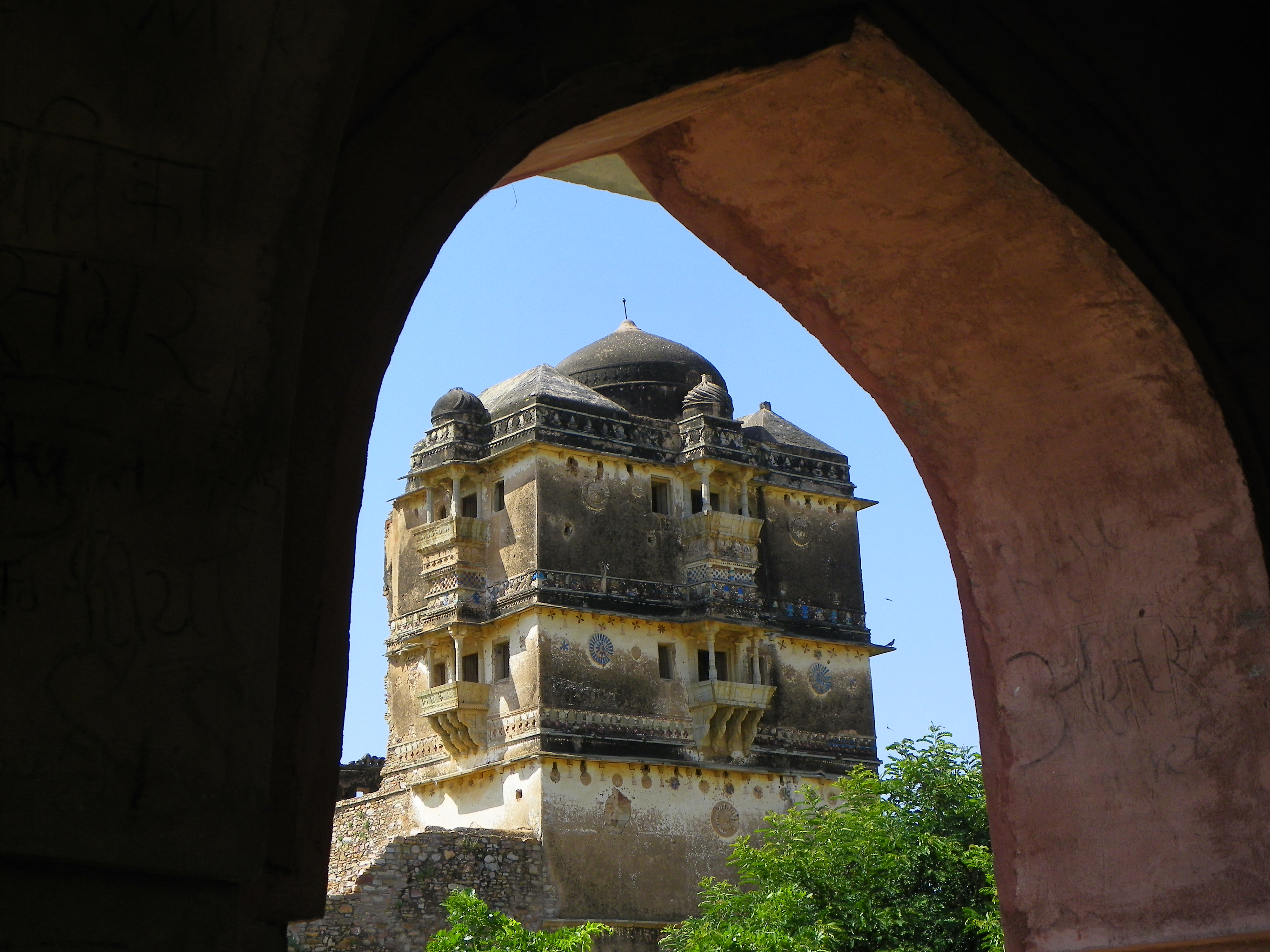
Vista del fuerte Chittorgarh

El Asedio del fuerte Chittorgarh es un decisivo enfrentamiento militar ocurrido en el fuerte de Chittorgarh entre 1567 y 1568, en este encuentro el principal fuerte de los rajput fue sitiado por los ejércitos del imperio Mogol. El enfrentamiento se debió al choque del expansionismo mogol con el deseo de varios jefes rajput de lograr la reunificación de Rajastán.

## Antecedentes
Según las crónicas de tiempos de Akbar, fue un solo ataque contra Chittor por las fuerzas de mogoles. Sin embargo, en sus Anales y Antigüedades de Rajastán, James Tod menciona dos, una primera en la que el ejército imperial fue rechazado, y una segunda en la que tuvo éxito y cayó Chittor. La esposa de Udai Singh llevó las infiltraciones en el campamento mogol durante el primer ataque, y en una incursión los rajput llegaron al corazón del campamento y obligaron al ejército imperial mogol a retirarse.
Los rajput eran conocidos por ser feroces guerreros y fieles hinduistas que rechazaban la idea de ser gobernados por un musulmán como era el emperador mogol, Akbar el Grande, quién, sin embargo, tras varias victorias y su fama de misericordioso, ilustrado y tolerante de las diversas religiones de su imperio logró ganarse el apoyo de algunos jefes rajput. Pero esto no logró la pacificación de los sesodianos gobernados por el Rajá Udai Singh II.

## Desarrollo
Ante la amenaza que significaban para la seguridad de su imperio la resistencia y sueños de expansión de Udai Singh, Akbar decidió lanzar una campaña de conquista definitiva. El 21 de octubre de 1567 se inició el asedio, la ciudad fortaleza media
¾ de milla de ancho y 3¼ de largo y estaba sobre una colina de 558 pies de altura. Al llegar Akbar Udai Singh huyó de inmediato con su séquito dejando a dos príncipes adolescentes a cargo de la fortaleza, Pratap y Padmini, con una guarnición bien abastecida y armada con mosquetes y cañones.
Akbar ordenó rodear con tres baterías de artillería la fortaleza, con la principal bajo su mando personal bombardeando la puerta principal del fuerte. Contrariando las órdenes algunas tropas mogoles atacaron el fuerte siendo masacradas, tras esto se optó por el cerco del fuerte y matar de hambre a sus defensores esperando atacarlos dejando para el final un asalto directo que debía ser muy bien planificado.
Los ingenieros comenzaron a excavar para minar los muros, mientras que los trabajadores comenzaron a cavar y construir sabats, zanjas con paredes construidas por encima del nivel del suelo cubiertas con fuertes tablones de madera y cuero. Con esto se dio cobertura a las tropas y poder así aproximarse a las murallas para facilitar un asalto rápido para cuando las minas estuvieran listas. Las sabats fueron construidas en masa y tan anchas como para que varios jinetes montados marcharon por ellas uno al lado del otro y tan profundas como para que los elefantes de Akbar pasaran por ellas. Las paredes tenían también algunas brechas desde donde se podía dispara a los defensores.
A mediados de diciembre las minas estuvieron listas, siendo llenadas de pólvora y hechas estallar, sin embargo, los rajput rechazaron el asalto y repararon las brechas, Akbar respondió ordenando construir nuevas minas y sabats, llegando él mismo a inspeccionar las obras en la primera línea e inspeccionando las defensas. En ese momento los rajput enviaron una delegación ofreciendo su capitulación pero el emperador la rechazo exigiendo la entrega de Udai Singh quién estaba oculto. El 22 de febrero de 1568 las nuevas minas estuvieron listas y durante la noche se hicieron estallar, los mogoles entraron, esta fue la única ocasión en que Akbar permitió a sus tropas el saqueo y masacrar a los civiles.

## Consecuencias
Al día siguiente Akbar entró sobre uno de sus 300 elefantes, que se abrieron paso por las calles de la ciudad aplastando a sus defensores, entre ellos el príncipe Patta. Entre 22 000 y 40 000 personas estaban en la fortaleza cuando esta cayó siendo masacradas en su mayoría. Muchas mujeres de la nobleza prefirieron inmolarse vivas con sus hijos antes de ser capturadas en un ritual llamado jauhar.